# Mahali à calotte marron
Plocepasser superciliosus
Pour les articles homonymes, voir Moineau tisserin (homonymie).
Espèce
Synonymes
- Ploceus superciliosus

Statut de conservation UICN

 LC  : Préoccupation mineure
Le Mahali à calotte marron (Plocepasser superciliosus), également appelé Moineau tisserin, Mahali à couronne marron, Moineau tisserin à couronne marron ou Moineau-tisserin à calotte marron, est une espèce de passereau de la famille des Ploceidae.

## Répartition
Son aire s'étend sur une bande horizontale traversant le nord de l'Afrique équatoriale.

## Sous-espèces
Cet oiseau est représenté par 2 sous-espèces :
- Plocepasser superciliosus brunnescens Grote, 1922 ;
- Plocepasser superciliosus superciliosus.